# فابریس کاترین
فابریس کاترین (انگلیسی: Fabrice Catherine؛ زادهٔ ۱۲ مهٔ ۱۹۷۳) بازیکن فوتبال اهل فرانسه است.
از باشگاه‌هایی که در آن بازی کرده‌است می‌توان به باشگاه ورزشی اشتوریل پرایا، باشگاه فوتبال رن، باشگاه فوتبال کان، و باشگاه فوتبال سدان اشاره کرد.